# Majrova

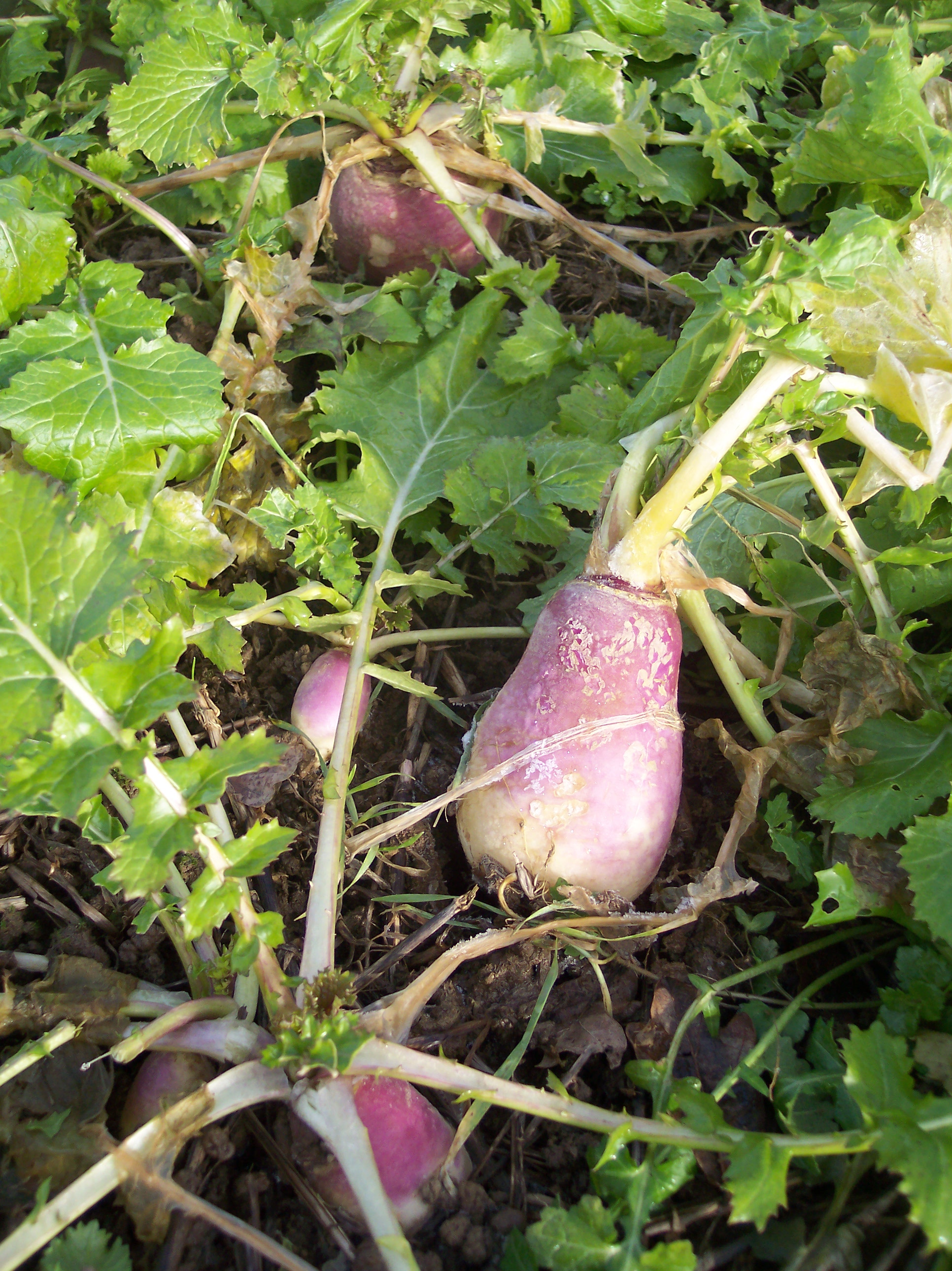
Majrovor i jorden.

Majrova (ska inte förväxlas med kålrot) eller bara rova (Brassica rapa ssp. rapa) är en rotfrukt som är en del av Nordens matkultur. Det är en kultursort av åkerkål (Brassica rapa ssp. campestris) som är en ettårig meterhög ört med gula blommor. Åkerkålen har inte någon förtjockad rot.

## Odling och skörd
Majrovan är en robust rotfrukt som kan skördas bara någon månad efter sådd och sällan angrips  av skadedjur. Rova (foderrova) som var stapelföda under vikingatiden är ej densamma som majrova utan avsevärt större och längre. Efter vinterförvaring omplanteras rovan och bär då frö i stora mängder. Rovan klarar kyligt vinterklimat utmärkt och lagrades förr i skyl (d.v.s. utomhus under granris täckt med hudar eller textil).

## Rovor i matlagningen
Rovor är rika på C-vitamin. De sägs vara bra mot förkylning och luktar ganska starkt. Majrovans vanligaste användningsområden är råkost, i sallader, som delar i stuvning, och den kan även stekas. Man kan också göra inläggningar av majrova - precis som på till exempel rödbetor. Majrovans unga blad och blomskott kan också användas. I Spanien (främst Galicien) kallas dessa för  nabizas (yngre, mildare skott) eller grelos (äldre och bittrare skott). De kan användas i stuvning (som spenat och mangold), eller i soppor. De smakar gott men har en litet karaktäristisk besk smak, som mildras efter kokning. 
Rovan äts rå, kokt eller stekt tillsammans med fläsk. Om rovan överkokas med salt svartnar den. Tillagad på detta vis skärs den i tunna skivor och äts som smörgåspålägg.

## Sorter och synonymer
Kålsläktet Brassica har odlats länge och omfattar en mängd namnsorter. Rovorna kallades tidigare Brassica rapa rapifera. Inom Brassica rapa ssp. rapa (rova-gruppen) listas följande som odlas i Sverige
- Guldboll (majrova)
- Purple Top White Globe (majrova)
- Sirius (foderrova)
- Snowboll (majrova)
- Tokyo Cross (majrova)

## Rovor i kulturen
Det finns en kort och känd rysk folksaga, «Репка» ("Rovan", ryska Wikisource), om en enormt stor rova, som var svår att dra upp ur marken. Farfar drog, farmor drog, och så vidare tills de fick hjälp av allt fler och till slut får de upp rovan. Sagan återgavs i Aleksandr Afanasievs samling av ryska folksagor (1863), upptecknad i Archangelsk guvernement. Den har omarbetats av många författare, med variationer i berättelsens detaljer, och även översatts, illustrerats och tonsatts. Svenska översättningar av samlingen finns från 1977 (av Carola Hansson) och 1992 (av Stefan Lindgren).
En annan, längre berättelse återges redan 1815 av Bröderna Grimm, Die Rübe (tyska Wikisource), där en fattig soldat sår en rova som växer sig så stor att den måste dras på en vagn av två oxar, vilket leder till äventyr med hans rikare men avundsjuke bror, en kung och en student som snöpligen hamnar i en säck.
Rova har varit ett smeknamn på fickur. Den som ramlar omkull sägs "slå / sätta en rova".